# Космос-1883
Космос-1883 је један од преко 2400 совјетских вјештачких сателита лансираних у оквиру програма Космос.
Космос-1883 је лансиран са космодрома Тјуратам, Бајконур, СССР, 16. септембра 1987. Ракета-носач Протон-К је поставила сателит у орбиту око планете Земље. Маса сателита при лансирању је износила 1400 килограма. Космос-1883 је био ГЛОНАСС навигациони сателит.